# SinB
Dans ce nom coréen, le nom de famille, Hwang, précède le nom personnel.
Hwang Eun-bi (coréen : 황은비),  née le 3 juin 1998, plus connue sous son nom de scène SinB, est une chanteuse, danseuse et actrice sud-coréenne. Elle est notamment connue pour avoir été la danseuse principale du girl group sud-coréen GFriend de 2015 à 2021. SinB a débuté le 9 février 2022 en tant que membre du trio Viviz.

## Biographie

### Jeunesse
SinB est née le 3 juin 1998 à Cheongju en Corée du Sud. En 2017, elle est diplômée de la School of Performing Arts Seoul. Elle était initialement stagiaire chez Big Hit Entertainment mais a finalement été envoyée chez Source Music, son agence actuelle.

### Carrière
SinB a débuté en tant que membre de GFriend début 2015 avec leur premier album Season of Glass. Elle a été invitée à faire partie de l'OST pour Cinderella with Four Knights en 2016.
En 2018, SinB participe au projet Station Young aux côtés de Seulgi de Red Velvet, Chungha (ex-I.O.I) et Soyeon de (G)I-dle. Elles sortent le titre "Wow Thing" le 28 septembre pour l’album Station X 0 de SM Entertainment.

## Discographie

### Collaborations
| Année                                                                         | Titre                                      | Meilleures positions | Meilleures positions | Ventes (DL) | Album          |
| Année                                                                         | Titre                                      | COR                  | COR Hot              | Ventes (DL) | Album          |
| ----------------------------------------------------------------------------- | ------------------------------------------ | -------------------- | -------------------- | ----------- | -------------- |
| 2018                                                                          | Wow Thing (avec Soyeon, Seulgi et Chungha) | 35                   | 43                   | NC          | SM Station X 0 |
| "—" indique que le single ne s'est pas classé ou n'est pas sorti dans ce pays |                                            |                      |                      |             |                |

### OST
| Année                                                                         | Titre                    | Meilleures positions | Meilleures positions | Ventes (DL) | Album                                                             |
| Année                                                                         | Titre                    | COR                  | COR Hot              | Ventes (DL) | Album                                                             |
| ----------------------------------------------------------------------------- | ------------------------ | -------------------- | -------------------- | ----------- | ----------------------------------------------------------------- |
| 2015                                                                          | I'll Be There            | —                    | —                    | NC          | The Fairies In My Arms (내품에 친구들) OST                        |
| 2016                                                                          | Confession (feat. Sijin) | —                    | —                    | NC          | Cinderella with Four Knights (신데렐라와 네 명의 기사) OST Part 3 |
| 2020                                                                          | Like A Dream             | —                    | —                    | NC          | Do Do Sol Sol La La Sol ( 도도솔솔라라솔) OST Part 2              |
| "—" indique que le single ne s'est pas classé ou n'est pas sorti dans ce pays |                          |                      |                      |             |                                                                   |

## Filmographie

### Émissions
| Année | Titre                       | Rôle           | Chaîne      | Notes                                     |
| ----- | --------------------------- | -------------- | ----------- | ----------------------------------------- |
| 2015  | Moon Hee-joon Pure 15+      | Invité         | Mnet        | avec Umji                                 |
| 2016  | Weekly Idol                 | Invité fixe    | MBC Every 1 | Côté Idols are the Best (épisode 249–283) |
| 2016  | Europe, that GFriend Loves  | Invité fixe    | skyTravel   |                                           |
| 2017  | The Return Of Superman      | Invité spécial | KBS2        |                                           |
| 2017  | Master Key                  | Invité         | SBS         |                                           |
| 2017  | The Friends in Adriatic Sea | Invité fixe    | K-Star      | Premier 1000ème anniversaire              |
| 2018  | King of Mask Singer         | Candidate      | MBC         |                                           |

### Dramas
| Année     | Titre                  | Rôle    | Chaîne | Réf.  |
| --------- | ---------------------- | ------- | ------ | ----- |
| 2015–2016 | The Fairies In My Arms | Shawing | MBC    | [ 9 ] |